# São Sebastião do Oeste
São Sebastião do Oeste é um município brasileiro do estado de Minas Gerais.
A criação do município de São Sebastião do Oeste, onde há predominância de atividades agrícolas e avícolas e cuja maioria da população habita na zona rural, é recente, datada de 30 de dezembro de 1962, pela Lei Estadual nº. 2764. O município originou-se na antiga Fazenda do Curral, onde seu proprietário, Sr. Honorato Terra, construiu uma capela em homenagem a São Sebastião, que lhe concedeu a graça de proteger seu gado de uma epidemia de peste.O primeiro nome do município foi São Sebastião do Curral, e os primeiros moradores foram Antônio Gomes da Costa, Severino Gomes, Joaquim Francisco, Pedro Augusto e Antônio Miné.